# Francis Daw Tang
Francis Daw Tang (ur. 19 grudnia 1946 w Maw Gun) – birmański duchowny rzymskokatolicki, w latach 2005–2020 biskup Myitkyina.

## Życiorys
Święcenia kapłańskie przyjął 15 marca 1979 i został inkardynowany do diecezji Myitkyina. Pracował jako proboszcz w Meinghkat, Loinawkyan (1979-1993) oraz w Kamaing (1993-2002). Kierował też m.in. Papieskimi Dziełami Misyjnymi w diecezji (1996) oraz przewodnictwem duchowym kapłanów swojego rejonu (2000).

### Episkopat
15 stycznia 2002 papież Jan Paweł II mianował go biskupem pomocniczym Myitkyiny oraz biskupem tytularnym Maturby. Sakry biskupiej udzielił mu 11 kwietnia tegoż roku abp Adriano Bernardini.
W czerwcu 2003 został administratorem apostolskim Myitkyiny, zaś 3 grudnia 2004 został prekonizowany jej biskupem diecezjalnym. Uroczyste objęcie urzędu miało miejsce 6 lutego 2005. 18 listopada 2020 papież Franciszek przyjął jego rezygnację z pełnionej funkcji.